# Medesano

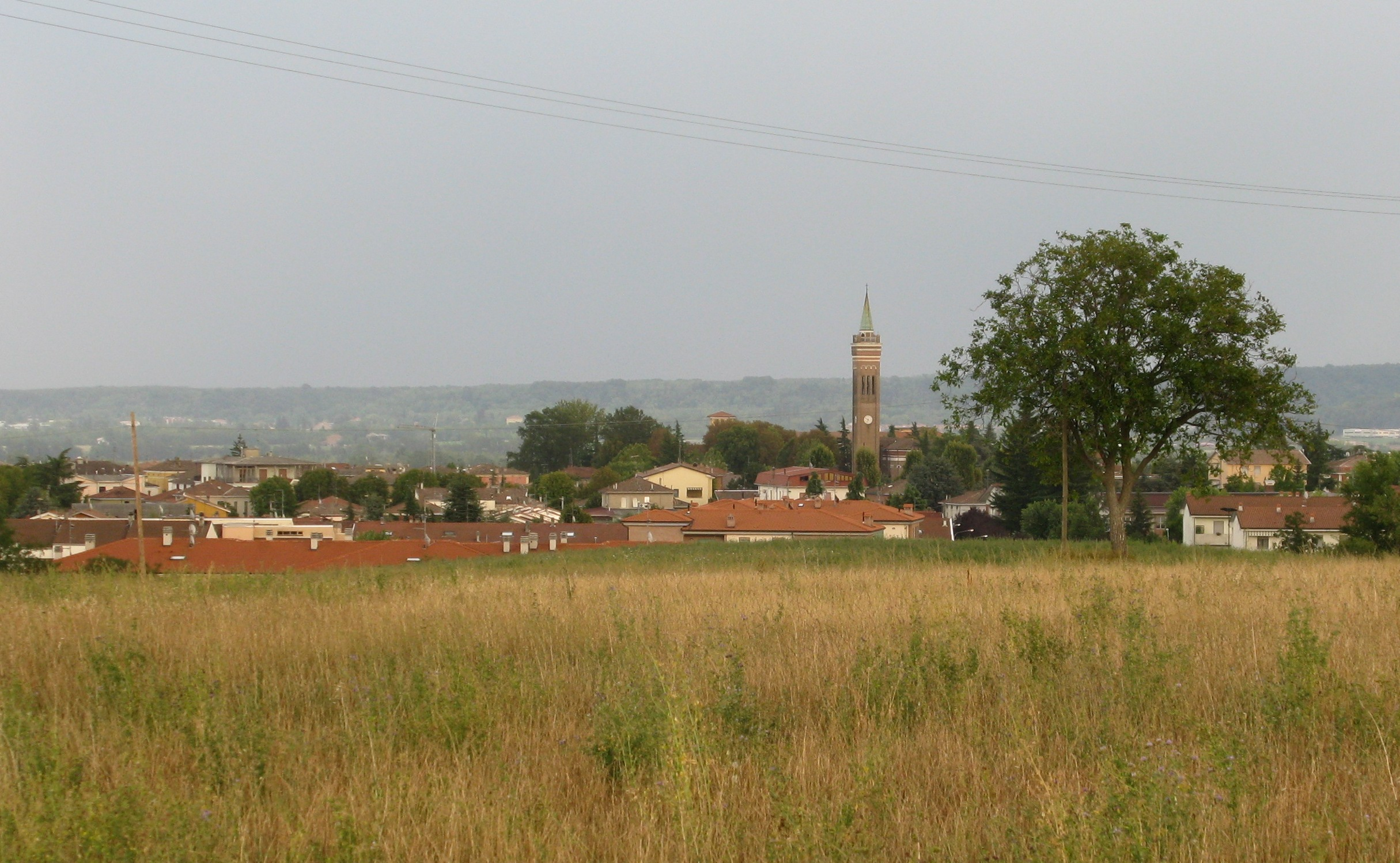
Medesano

Medesano ist eine italienische Gemeinde (comune) mit 10.755 Einwohnern (Stand 31. Dezember 2023) in der Provinz Parma in der Emilia-Romagna. Die Gemeinde liegt etwa 16 Kilometer westsüdwestlich von Parma auf der westlichen Seite des Taro.

## Verkehr
Medesano liegt an der Autostrada A15 von Parma Richtung La Spezia (Ligurien). Eine Anschlussstelle liegt etwas weniger als zwei Kilometer östlich des Ortskerns. Ein Bahnhof besteht an der Strecke von Fidenza nach Fornovo di Taro. Medesano liegt an der Via Francigena, einem Pilgerweg nach Rom.

## Söhne und Töchter der Gemeinde
- Giancarlo Vitali (1926–2011), Fußballspieler und -trainer